# 新大嶼山巴士11R線
新大嶼山巴士11R線是香港大嶼山一條已停辦的巴士路線，來往東涌站和塘福，途經伯公坳及長沙，只於星期六、日及公眾假期提供服務，此路線於東涌道及嶼南道只停部分巴士站。

## 歷史
- 2021年11月13日：11R線投入服務，試辦至同年12月12日，其後多次延長試辦期至2023年2月12日[1]。
- 2023年2月12日：試辦期完結，11R線停辦。

## 服務時間
- 星期六、日及公眾假期
  - 東涌站開：09:10、10:10
  - 塘福開：17:30

星期一至五（公眾假期除外）不設服務

## 收費
全程：$9.2（星期六）／$16.0（星期日及公眾假期）
| - 12歲以下小童及65歲或以上長者乘搭本線可獲半價優惠。 - 65歲或以上長者以八達通（包括「樂悠咭」）乘搭本線亦可享有車資折扣，應繳車費如上方所示，或可向車長查詢。 - 持有當日有效「大嶼通」或「大澳通」乘車證之乘客，上車時向車長出示有效乘車證，可乘搭本線。 - 65歲或以上長者使用長者或個人八達通（包括「樂悠咭」）繳付車資，均可享有每程$2.0或長者優惠車費（以較低者為準）的票價優惠；12歲以下合資格殘疾兒童使用「殘疾人士身份」個人八達通繳付車資，均可享有每程$2.0或半價（以較低者為準）的票價優惠；12至64歲合資格殘疾人士使用「殘疾人士身份」個人八達通，以及60至64歲香港居民使用「樂悠咭」繳付車資，均可享有每程$2.0或全費（以較低者為準）的票價優惠。 - 乘客可以現金或八達通於上車時付款，不設找續。 - 每位成人乘客可免費攜帶最多兩名4歲以下而不佔座位的兒童乘客乘車，超額之4歲以下小童必須繳付小童車費乘車。 - 新大嶼山巴士全職員工及家屬（不包括外判職員）可免費乘搭本路線，惟必須出示職員證或家屬證。 - 乘客亦可使用AlipayHK「易乘碼」、支付寶及WeChatHK／微信支付「搭車碼」繳付車資。乘客使用此支付方式，將不能享有與其他嶼巴路線之轉乘優惠、「公共交通費用補貼計劃」及「長者及合資格殘疾人士公共交通票價優惠計劃」；而使用WeChatHK／微信支付「搭車碼」亦不能享有小童／長者半價優惠。 |

## 行車路線
東涌站開經：達東路、順東路、裕東路、東涌道及嶼南道。 
塘福開經：嶼南道、東涌道、松仁路、裕東路、順東路及達東路。
| 東涌站開 | 東涌站開   | 東涌站開       | 塘福開 | 塘福開     | 塘福開       |
| 序號     | 車站名稱   | 位置           | 序號   | 車站名稱   | 位置         |
| -------- | ---------- | -------------- | ------ | ---------- | ------------ |
| 1        | 東涌站     | 東涌站巴士總站 | 1      | 塘福       | 塘福巴士總站 |
| 2        | 伯公坳     | 東涌道         | 2      | 塘福海灘   | 嶼南道       |
| 3        | 長沙下村   | 嶼南道         | 3      | 上長沙海灘 | 嶼南道       |
| 4        | 上長沙海灘 | 嶼南道         | 4      | 長沙下村   | 嶼南道       |
| 5        | 塘福海灘   | 嶼南道         | 5      | 伯公坳     | 東涌道       |
| 6        | 塘福       | 塘福巴士總站   | 6      | 東涌消防局 | 順東路       |
|          |            |                | 7      | 東涌纜車站 | 達東路       |
| 8        | 東涌站     | 東涌站巴士總站 |        |            |              |

## 外部連結
- 681巴士總站－嶼巴11R線